# Cingulum
Cingulum (lat. »pas«) je pas ali vrvica s cofoma pri redovniškem ali duhovniškem oblačilu. Cingulum je simbol vzdržnosti in se ga nosi preko albe, talarja ali habita.